# Bo Linde
Pour les articles homonymes, voir Linde.
Bo Linde est un compositeur suédois, né à Gävle (Suède) le 1er janvier 1933 – mort dans la même ville le 2 octobre 1970.

## Biographie
Anders Bo Leif Linde a étudié la théorie avec Ingmar Bengtsson avant d'intégrer l'École royale supérieure de musique de Stockholm en 1948, où il étudie la composition avec Lars-Erik Larsson et le piano avec Olof Wibergh. En 1953, un an avant de quitter l'École royale supérieure de musique, il partit à Vienne pour étudier la direction d'orchestre et voyagea en Europe, avant de retourner en Suède. Son œuvre la plus souvent jouée est probablement son concerto pour violon. Son style peut être rapproché des compositeurs néo-classiques du XXe siècle, comme Benjamin Britten ou Samuel Barber.
Bo Linde s'est donné la mort à Gävle le 2 octobre 1970 à l'âge de 37 ans.

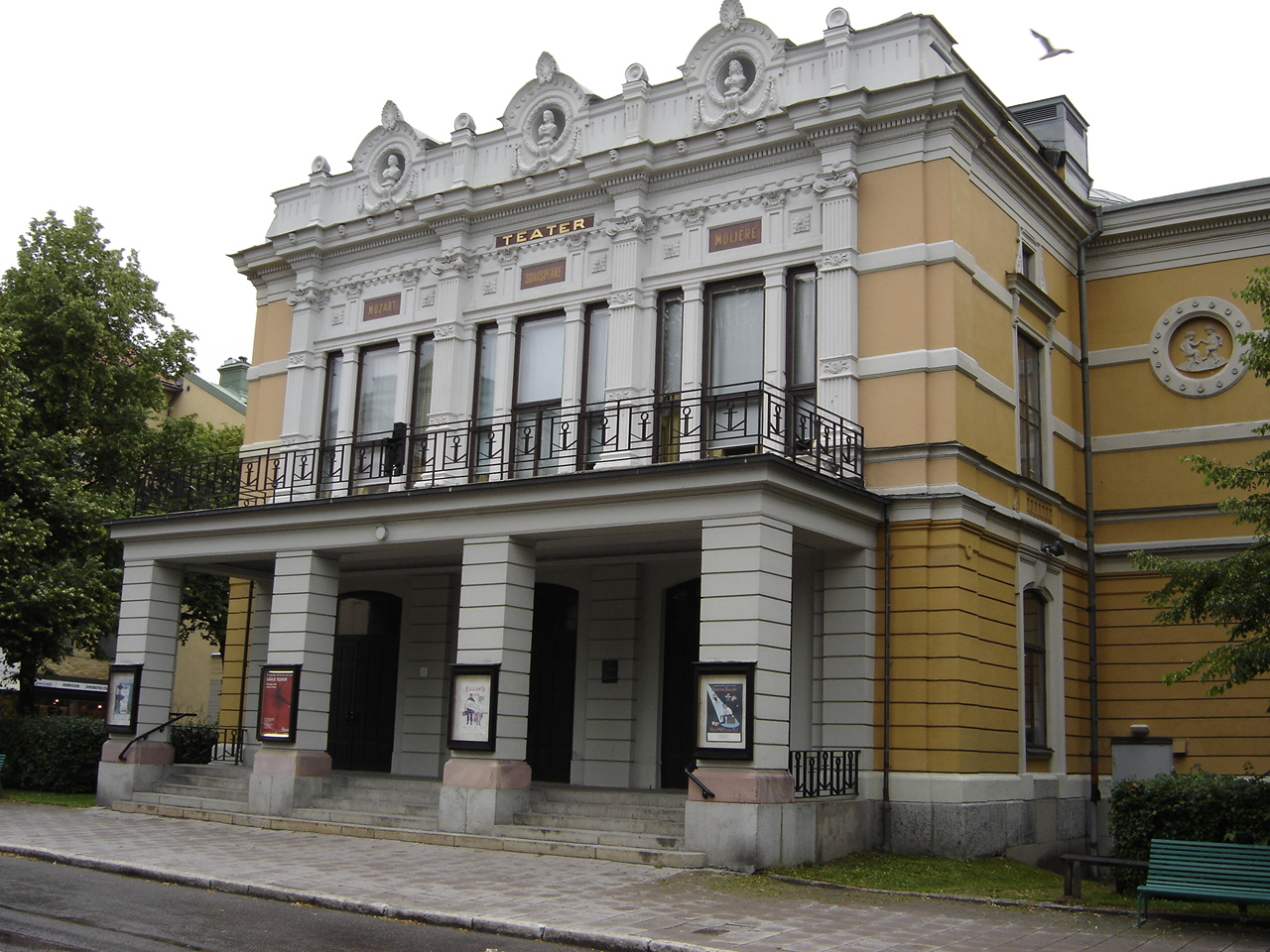
Théâtre de Gävle, en Suède.

## Œuvres
- Sinfonia fantasia (Symphonie n°1) op 1 (1951)
- Dans för fiol och xylofon (Danse pour violon et xylophone) (1952)
- 4 Ballades (mélodies) op 6
- Fantaisie-danse pour violon et piano, op 7 (1953)
- Quatuor à cordes, op 9 (1953)
- Sonate pour violon et piano, op 10 (1953)
- Romantisk melodi för violin och piano (Mélodie romantique pour violon et piano)  (1954)
- Concerto pour piano et cordes n°1, op 12 (1955)
- Oldfashioned Suite (suite désuète) pour orchestre à cordes, op 13 (1954)
- Ouverture Joyeuse, op 14 (1954)
- Sonatine pour piano, op 15/1 - Sonatine pour violon et piano, op 15/2 (1955)
- Prélude et final pour orchestre à cordes, op 16 (1955)
- Concerto pour piano et orchestre n°2, op 17 (1956)
- Suite Miniature "in modo barocco" pour hautbois et cordes (1956)
- Concerto pour violon et orchestre op 18 (1957)
- 2 Naiva Sanger (2 Chansons Naïves), op 20
- Suite Variée pour orchestre, op 21 (1959)
- Sinfonia (Symphonie n°2) op 23 (1961)
- Concerto pour Orchestre (1962)
- Divertimento pour flûte, violoncelle et piano, op 25 (1962)
- Musica Concertante pour orchestre op 27 (1963)
- Concerto pour Violoncelle et orchestre op 29 (1965)
- Serenata Nostalgica pour orchestre de chambre, op 30 (1964)
- Suite "Boulogne" pour orchestre, op 32 (1966)
- Symfoni i Ord, op 33 (1966)
- Pensieri Sopra Un Cantico Vecchio op 35a (1967)
- Concerto piccolo pour quintette à vent et orchestre à cordes, op 35b (1967)
- Trio à Cordes, op 37 (1968)
- Sonata a tre, op 38 (1968)
- Sanger om Varem (cycle de mélodies) , op 40
- Pezzo Concertante (concerto pour clarinette basse et orchestre) op 41 (1970)

## Sources
- (en) Cet article est partiellement ou en totalité issu de l’article de Wikipédia en anglais intitulé « Bo Linde » (voir la liste des auteurs).